# Coelossia
Genre
Coelossia est un genre d'araignées aranéomorphes de la famille des Araneidae.

## Distribution
Les espèces de ce genre se rencontrent en Sierra Leone, à Madagascar et à Maurice.

## Liste des espèces
Selon World Spider Catalog (version 17.0, 05/03/2016) :
- Coelossia aciculata Simon, 1895
- Coelossia trituberculata Simon, 1903

## Publication originale
- Simon, 1895 : Histoire naturelle des araignées. Paris, vol. 1, p. 761-1084 (texte intégral).